# Cuore dell'oceano

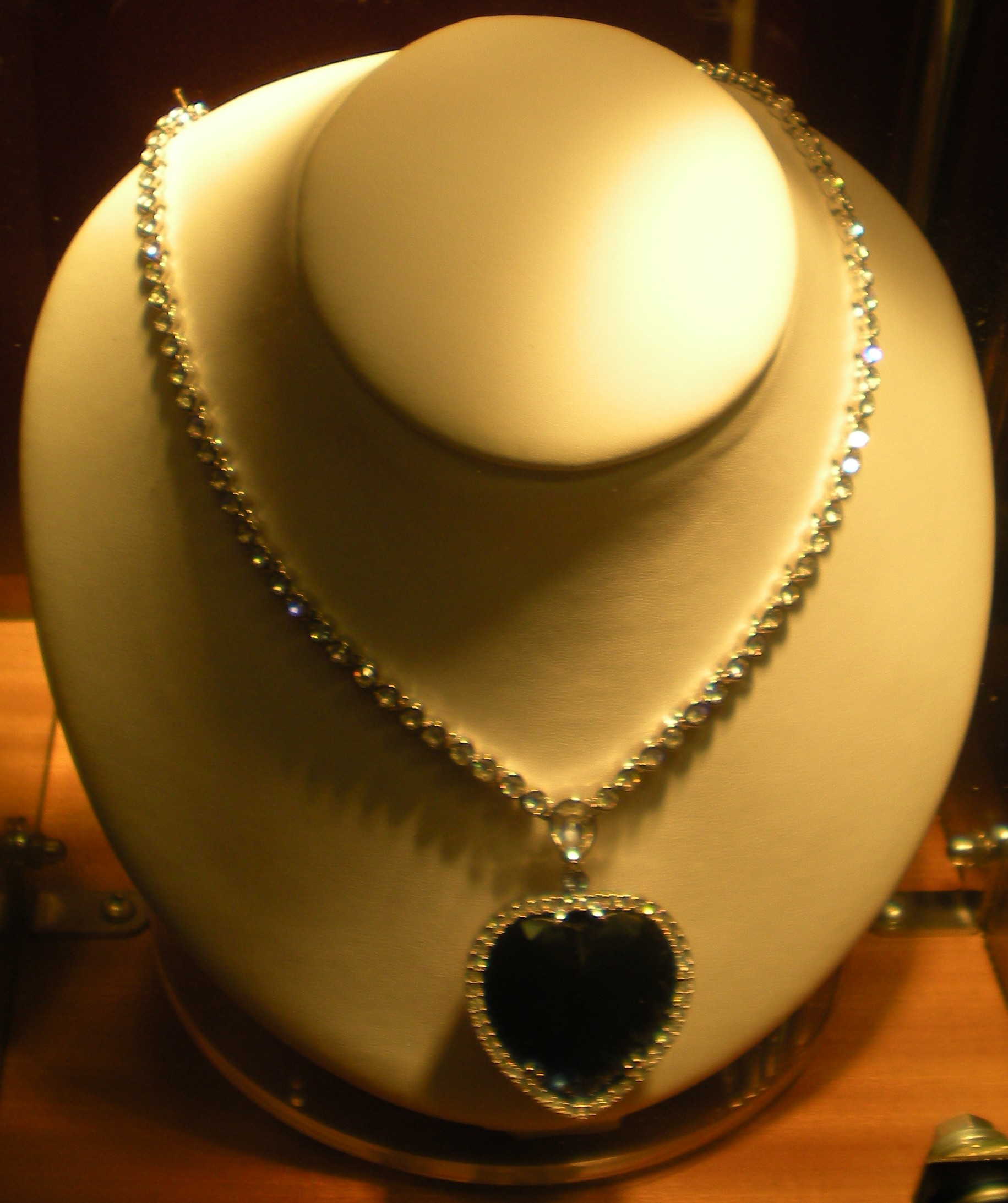
Il gioiello utilizzato nel film.

Il Cuore dell'oceano è un gioiello immaginario, elemento centrale della trama del film Titanic (1997) di James Cameron. 

## Storia
Il Cuore dell'oceano viene descritto come un grosso diamante da 56 carati, di grande valore, molto raro, di colore blu e intagliato a forma di cuore. È l'oggetto ricercato dal cercatore di tesori Brock Lovett, il quale conduce una spedizione nel relitto del RMS Titanic ed ispeziona la cabina che fu di un uomo di nome Caledon Hockley, il quale fu l'ultima persona ad aver acquistato il gioiello e presentò una richiesta di risarcimento per esso pochi giorni dopo il naufragio, motivo per il quale Lovett è convinto di trovarlo nei resti della celebre nave.
Secondo il racconto del film, la preziosa pietra fu di proprietà del re di Francia Luigi XVI. Nel 1793, quando Luigi venne giustiziato, il diamante fu tagliato in forma di cuore, per poi uscire dalla Francia. Nel 1912 venne acquistato da Caledon "Cal" Hockley, che intendeva utilizzarlo come dono di fidanzamento per Rose DeWitt Bukater, alla quale lo consegnò durante il viaggio sul Titanic.
Compare nel ritratto in nudo della ragazza realizzato da Jack Dawson a bordo del transatlantico poche ore prima che esso colpisse un grande iceberg ed affondasse, ritratto che verrà recuperato 84 anni più tardi dal già citato Lovett, il quale lo troverà all'interno della cassaforte in cui era convinto di trovare il diamante stesso. Alla fine si scopre che il gioiello è rimasto a Rose, la quale lo ha trovato nella tasca del cappotto che Cal le ha involontariamente lasciato durante il naufragio, lo ha custodito segretamente sin dal giorno del naufragio e, ormai centenaria, lo getta in mare nei pressi del relitto del piroscafo.

## Realtà e finzione
Il Cuore dell'oceano è ispirato a quattro gioielli realmente esistenti, nessuno dei quali in realtà ebbe mai a che fare con il Titanic:
- il Régent, diamante dei re di Francia, staccato insieme a un gioiello identico dalla statua di un idolo indiano (le due pietre preziose ne rappresentavano gli occhi), oggi conservato al museo del Louvre;
- il Bleu di Maria Antonietta, uno splendido esempio di diamante blu tagliato a forma di cuore, che la regina Maria Antonietta portò con sé dall'Austria al tempo delle sue nozze, che oggi fa parte di una collezione privata;
- il Diamante Hope, prezioso gioiello blu che apparteneva alla corona di Francia e che Luigi XVI regalò a Maria Antonietta, oggi conservato al Smithsonian Institution di Washington, che viene anche nominato esplicitamente dal personaggio di Brock Lovett nel film;
- il Cuore dell'Eternità, che è proprio un diamante blu tagliato a forma di cuore.

## Nella cultura di massa
- Ha avuto tanto successo da essere replicato nella realtà, come altri fortunati gioielli, ad esempio la Stella del vespro indossato da Liv Tyler, alias Arwen, in Il Signore degli Anelli.
- È presente anche nel videoclip di River, canzone della band statunitense dei fratelli Hanson, in una visione nettamente più comica rispetto a quella che ne viene presentata nel film.
- Nella cerimonia di consegna degli 11 Oscar vinti dalla pellicola di Cameron, la cantante Céline Dion, interprete del tema principale della colonna sonora, il brano My Heart Will Go On, ha indossato una collana con una replica del gioiello, successivamente venduta all'asta per 2,2 milioni di dollari.